# Joana Valls
Francisca Juana María del Pilar Giralt Miró, más conocida como Joana Valls (Barcelona, 1855 - ídem, 1935) fue una modista española que trabajó en Barcelona entre 1880 y 1919. Está considerada como una de las modistas más importantes de su época. Coetánea de las hermanas Montagne, MarÍa de Mataró o Ana Renaud, trabajó para la alta burguesía catalana.

## Biografía
Joana Valls nació en el seno de una familia barcelonesa dedicada a la moda, con negocio propio en la calle Aviñón, número 1. Su nombre de pila era el de Francisca Juana Maríadel Pilar Giralt Miró y fue bautizada en la parroquia de Sant Jaume el 14 de marzo de 1855. Se casó con Juan Valls Parellada hacia 1869 y tuvieron 9 hijos (entre ellos; Elisa, Joan, Enrique, Fernando, Francisco, María...)
Se estableció con una tienda de "modas" en la calle Ferran, número 34 y como «Modista de sombreros» en la calle Aviñón 1 (continuando con el negocio familiar). Debió de hacerse reconocida  rápidamente ya que en una obra de teatro de Frederic Soler, estrenada en 1884, ya aparecía citada como modista de sombreros de renombre.
En 1915, llevó a su casa de modas al Paseo de Gracia de la capital barcelonesa, "Modas Juana Valls", situándose así en pleno centro comercial y del lujo. El negocio de Joana Valls creció mucho, y son muy numerosos los anuncios en los que se pedían trabajadores para su taller. 
Valls fue la única modista catalana que participó en la Exposición Universal de 1888, en el Pabellón de la Industria, donde expuso diversas confecciones y donde se indicaba que “la réputation de cette maison à Barcelone est suffisamment établie pour que les élégantes étrangères puissent s’y diriger en toute confiance.”Este hecho permite hacerse una idea de la relevancia que ésta tuvo en la Barcelona de la época.
En 1919 se retiró, siendo una de las modistas más reconocidas de su época y dotando a Barcelona de un sistema de producción de moda de alta calidad.